# Джеръми Джаксън
Джеръми Джаксън (на английски: Jeremy Jackson) е американски писател на произведения в жанра съвременен роман и готварски книги. Под псевдонима Алекс Брадли (на английски: Alex Bradley) пише бестселъри в жанра комедиен любовен роман (чиклит).

## Биография и творчество
Джеръми Стайлс Джаксън е роден през 1973 г. в Охайо, САЩ. Израства в малка ферма в Озарк, щата Мисури. Завършва с бакалавърска степен колежа „Васар“ в Пъкепси, щат Ню Йорк, където печели наградата на английския отдел за литература за продължаване на обучението си в програмата за творческо писане в Университета на Айова (Iowa Writers' Workshop). Там в периода 1995-1997 г. учи при писателите Франк Конрой, Мерилин Робинсън и Джеймс Макфърсън, и е удостоен със стипендия за преподаване на творческо писане.
Първият му роман „Life At These Speeds“ е публикуван пред 2002 г., а вторият „In Summer“ през 2004 г., като влизат в списъците на препоръчаните книги. Главните герои в тях са гимназисти, които по различен начин търсят и намират своя път в живота си.
В периода 2003-2005 г. издава 3 готварски книги, приети добре от критиката. Едновременно пише статии за храна в „Уошингтън Пост“ и „Чикаго Трибюн“, и в списание „Храна и вино“, както и участва в телевизионни предавания.
През 2005 г. е публикуван първия му хумористичен роман „24 момичета за 7 дни“.
Преподавал е творческо писане в колежа „Васар“ и колежа „Гринел“.
Джеръми Джаксън живее със семейството си в Айова Сити.

## Произведения

### Като Джеръми Джаксън

#### Самостоятелни романи
- Life At These Speeds (2002)
- In Summer (2004)

#### Документалистика
- The Cornbread Book (2003) – готварска книга
- Desserts That Have Killed Better Men Than Me (2004) – готварска книга
- Good Day for a Picnic (2005) – готварска книга
- I Will Not Leave You Comfortless (2012) – мемоари

### Като Алекс Брадли

#### Самостоятелни романи
- 24 Girls in 7 Days (2005)
24 момичета за 7 дни, изд.: ИнфоДАР, София (2008), прев. Ирина Манушева
- Hot Lunch (2007)